# ده نمک (اراک)
ده نمک (اراک)، روستایی از توابع بخش مرکزی شهرستان اراک در استان مرکزی ایران است.

## جمعیت
این روستا دراراک
قرار دارد و براساس سرشماری مرکز آمار ایران در سال ۱۳۸۵، جمعیت آن ۱٬۹۹۵ نفر (۵۳۳خانوار) بوده‌است.